# Tomas Svensson
Tomas Svensson (født 15. februar 1968 i Eskilstuna) er en svensk tidligere håndboldspiller og nuværende -træner. Som aktiv spillede han for klubber som BM Valladolid, FC Barcelona og Portland San Antonio, samt for tyske HSV Hamburg og Rhein-Neckar Löwen. Efter afslutningen af sin aktive karriere har han været målmandstræner i Rhein-Neckar Löwen samt et par år for det danske herrelandshold.

## Landshold
Svensson spillede i alt 323 landskampe for det svenske landshold. Han vandt med dette adskillige titler, blandt andet EM fire gange og VM to gange. Desuden blev det til tre OL-sølvmedaljer, henholdsvis i 1992, 1996 og 2000.